# 小山藩
小山藩（おやまはん）は、江戸時代前期の短期間、下野国に存在した藩。藩庁は都賀郡小山（現在の栃木県小山市）の小山城（祇園城）に置かれた。1608年に本多正純が3万3000石を与えられて成立したが、1619年に宇都宮藩に加増されて転出し、廃藩となった。

## 藩史

### 前史
小山は中世以来の豪族・小山氏の本拠地として知られ、小山城（祇園城）の起源も小山氏の居館であるという。天正2年（1574年）に後北条氏が小山秀綱の籠る小山城を攻め、以後小山城は後北条氏の北関東攻略の拠点として拡張された。その後秀綱は後北条家に降って小山城に復帰するが、天正18年（1590年）の小田原征伐の際に結城晴朝（小山秀綱の実弟）に攻められて小山城は落城し、小山氏は改易された。小山は結城晴朝、秀康の支配下となった。
関ヶ原の戦いの後、秀康が越前福井藩に加増移封になると、小山は天領となった。

### 立藩から廃藩まで
慶長13年（1608年）、本多正純が3万3000石で小山に入ったことから、小山藩が立藩した。
正純は徳川家康の謀臣として知られる本多正信の嫡子で、家康が大御所になると家康の側近として権勢を大いに振るった。家康没後は徳川秀忠に仕え、元和2年（1616年）には2万石を加増された。
元和5年（1619年）、正純は下野宇都宮藩15万5000石に加増移封となった。これにより小山は宇都宮藩領の一部となり、小山藩は廃藩となったとされる。その後、元和8年（1622年）に宇都宮藩主本多正純は改易された。小山付近は古河藩領となった。

## 歴代藩主

### 本多（ほんだ）家
3万3000石→5万3000石。譜代。
1. 正純（まさずみ）